# Accordo di mutuo riconoscimento
Un accordo di mutuo riconoscimento (in inglese: Mutual Recognition Agreement o MRA) è un accordo internazionale con il quale due o più paesi si impegnano a riconoscere vicendevolmente i risultati delle valutazioni della conformità dell'altra parte (ad esempio certificazioni o risultati di test).
A tale scopo, i paesi coinvolti nell'accordo possono designare degli organismi di valutazione della conformità (in inglese Conformity Assessment Bodies o CAB), laboratori e organismi di ispezione.

## Contenuti
Gli accordi di mutuo riconoscimento sono diventati sempre più frequenti dopo la nascita dell'Organizzazione Mondiale del Commercio, nel 1995. Questi accordi sono stati sottoscritti sia all'interno dei blocchi commerciali continentali, quali l'Unione europea e l'APEC, sia fra i diversi blocchi.
Nella maggior parte dei casi, per esempio nel caso di accordi di mutuo riconoscimento sul controllo di qualità, gli MRA sono applicati a merci; talvolta, tuttavia, sono applicati a servizi o al riconoscimento di qualifiche professionali.

## Esempi

### Unione europea
Nell'ambito dell'Unione europea, sono stati stipulati accordi di mutuo riconoscimento con Australia, Canada, Israele, Giappone, Nuova Zelanda, Svizzera e Stati Uniti d'America, rivolti alla valutazione di conformità di prodotti per i quali vige l'obbligo della marcatura CE, includendo anche le buone pratiche di fabbricazione (in inglese Good Manufacturing Practice o GMP) e le buone pratiche di laboratorio (in inglese Good Laboratory Practice o GLP).

### APEC
L'APEC ha stipulato il cosiddetto "APEC-TEL MRA", un accordo di mutuo riconoscimento relativo alla valutazione di conformità di apparecchiature per le telecomunicazioni, con Australia, Brunei, Canada, Cile, Hong Kong, Cina, Indonesia, Giappone, Corea del Sud, Malaysia, Messico, Nuova Zelanda, Papua Nuova Guinea, Perù, Filippine, Russia, Singapore, Taipei, Thailandia, Stati Uniti d'America, Vietnam e ASEAN.